# Days Go By (песня Кита Урбана)
«Days Go By» — песня в стиле кантри австралийского исполнителя кантри-музыки Кита Урбана, написанная Китом и Монти Пауэллом (Monty Powell). Она записана первой в его студийном альбоме Be Here, который заканчивается песней «These Are the Days». Композиция стала пятым синглом Кита, который провёл 4 недели на высших местах чарта Hot Country Songs журнала Billboard в конце 2004 года.

## Содержание
Песня начинается с проигрыша акустической гитары, затем строится тональность Ре мажор, окружая типичным темпом Кита с игрой банджо/мандолины с постепенно наполняющими избыточными вокальными воплями и электрогитарой, песня является вариацией на тему «Carpe diem», как слышна фраза из названия песни: Days go by/I can feel 'em flying like a hand out the window/In the wind, as the cars go by/It’s all we’ve been given, so you better start livin' right now/Cause days go by.

## Список композиций Австралийской версии альбома
1. Days Go By (Australian Re-Mix)
2. Days Go By (Album Version)
3. These Are The Days (Album Version)

## Видеоклип
Часть музыкального видеоклипа показывают Кита, шагающего вперёд, в то время как всё остальное движется назад; эта часть была снята фактически в обратном порядке с Китом, пятящимся назад. Видеоклип на канале CMT получил награду Лучшее видео 2005 года.
В другой части видео Кит делает жест рукой, держа её параллельно земле, а волнистые движения рукой вверх и вниз иллюстрируют лирическое настроение «в окне на ветру». Это вдохновило на совместный проект, в котором поклонники Кита сняли своё видео, они в нём имитируют выполнение целенаправленных движений чаще всего посещаемых и узнаваемых достопримечательностей, таких как Монумент Вашингтону, Йеллоустонский национальный парк, Парфенон или даже более скромные места, такие как Падука, штат Кентукки; компиляции этих видео было показано на фоне большой стены под исполнение Китом песни в мировом турне «Love, Pain & the whole crazy World Tour» в поддержку своего альбома в 2007 году.

## Другие исполнения
«Days Go By» является одной из песен Кита, объединяющая поп- и рок- направления, она была представлена на серии концертов «Live 8»: концерт в Филадельфии в 2005 году и концерт Live Earth в Нью-Йорке в 2007 году. Так же она была включена в популярный сборник песен серии «Now!» в 2004 году — «Now That’s What I Call Music!» (серия США), выпуск № 17.

## Позиции в чартах
| Чарт 2004 года                              | Наивысшая позиция |
| ------------------------------------------- | ----------------- |
| U.S. Billboard Hot Country Singles & Tracks | 1                 |
| U.S. Billboard Hot 100                      | 31                |